# Gana (Pologne)
Pour les articles homonymes, voir Gana.
Gana est une localité polonaise de la gmina de Praszka, située dans le powiat d'Olesno en voïvodie d'Opole.